# József Hunics
József Hunics (n. 10 martie 1936, Ráckeresztúr, Martonvásár, Țările Coroanei Sfântului Ștefan, Ungaria – d. 27 iulie 2012, Budapesta, Ungaria) a fost un canoist ce a reprezentat Ungaria, medaliat olimpic. A participat la o ediție a Jocurilor Olimpice (1956) în care a câștigat o medalie de bronz.